# الفتاة الناعمة
الفتاة الناعمة أو الفتاة الرقيقة هو اسمٌ يطلق على ثقافة فرعية شبابية ظهرت بين الشابات من الجيل زد في منتصف وأواخر عام 2019. الفتاة الرقيقة هي أسلوب أزياء ونمط حياة، شائع بين شابات جيل الزد على مواقع التواصل الاجتماعي، ويعتمد على مظهر أنثوي لطيف ومُصمم بروح "الفتاة الرقيقة". قد تتضمن هذه الشخصية أيضًا شخصية رقيقة وحلوة وحساسة.
جمالية الفتاة الرقيقة هي ثقافة فرعية اكتسبت شعبية واسعة من خلال تطبيق التواصل الاجتماعي تيك توك، ويُنسب الفضل إلى المغنية وكاتبة الأغاني أريانا غراندي في نشر جمالية الفتاة الرقيقة.

## الجماليات
يتألف هذا الاتجاه بشكل رئيسي من ألوان الباستيل الناعمة، وأزياء عام 2000، والأنمي، والكيبوب، والملابس المستوحاة من التسعينيات، بالإضافة إلى طبعات لطيفة وحنينية مع زهور وقلوب، ودمى محشوة، ووسائد ناعمة، وغيرها من القطع الناعمة واللطيفة. يُحاكي هذا الاتجاه بعضًا من جماليات كاواي اليابانية، ولكن بمظهر أكثر هدوءًا.